# Ian Edmunds
Ian Edmunds (* 25. August 1961) ist ein ehemaliger australischer Ruderer. 1984 gewann er mit dem australischen Achter eine olympische Bronzemedaille.

## Sportliche Karriere
Ian Edmunds gewann 1982 im Vierer mit Steuermann die Silbermedaille beim Match des Seniors, dem Vorläuferwettbewerb der U23-Weltmeisterschaften. 1983 gehörte Edmunds zum australischen Achter in der Erwachsenenklasse. Der Achter ruderte in der Besetzung Samuel Patten, Bruce Keynes, Ian Edmunds, David Doyle, James Battersby, Timothy Willoughby, Ion Popa, John Quigley und Steuermann Gavin Thredgold und gewann bei den Weltmeisterschaften in Duisburg die Bronzemedaille hinter den Booten aus Neuseeland und aus der DDR.
1984 bei den Olympischen Spielen in Los Angeles trat der australische Achter mit Craig Muller, Clyde Hefer, Samuel Patten, Timothy Willoughby, Ian Edmunds, James Battersby, Ion Popa, Stephen Evans und Gavin Thredgold an und gewann Bronze hinter den Booten aus Kanada und aus den Vereinigten Staaten.
Der 1,98 m große Ian Edmunds studierte an der University of Queensland. Er ist der Vater der Ruderinnen Madeleine Edmunds und Jacinta Edmunds.